# ヤバネスポーツ
ヤバネスポーツ株式会社は、かつてスポーツ用品の卸売を手掛けていた日本の企業。

## 概要
1924年にアサヒヤ運動具店として創業し、1947年10月に法人へ改組。約200社のスポーツウェア、シューズ、球技用品、学校向け体育器具などの各種スポーツ用品の卸販売を手掛け、大手問屋の地位を確立していき、1964年には売上高が10億円を突破した。1970年代までは「矢羽印」ブランドにて野球用品の製造も手掛けており、柳田真宏が愛用したことから知名度が上昇し、「矢羽印」ブランドはプロ野球ファンに浸透していった。その後、野球用品の製造からは撤退した。
業界内の高い知名度を生かして売上を伸ばし、スポーツ店が個人経営や地元密着型の小規模経営が主力であった1985年7月期には約137億2000万円の売上があった。しかし、全国チェーンの大型店の進出やスポーツメーカーが直営店舗を出店したことなどにより、中小規模のスポーツ店の閉店が相次ぎ、ヤバネスポーツの売上が低下。
ヤバネスポーツは打開策としてフットサルにいち早く目を付け、スペインのスポーツ用品メーカーであるJomaと販売契約を結んだり、アメリカの野球用品メーカーであるイーストンと販売契約を結ぶなどして経営再建を図ろうとした。ヤバネスポーツはリストラを図る一方で事業規模を縮小して、黒字を維持してきたが、それも奏功せず、2017年7月期の売上は31億7733万円にまで落ち込んだ。
2018年4月に大手スポーツメーカーから、将来的に取引量を担保範囲内にとどめるよう、8億円から将来的に2億3000万円へ縮小するという与信枠の縮小要請を受け、これが経営破綻の引き金となった。これを受けてヤバネスポーツは、取引金融機関に対して追加融資と毎年8月に行われている短期資金融資を要請したが、金融機関はこれを断った。金融機関は融資実行の条件として、2018年7月期決算が黒字見込みとなり、かつ主要取引先が債権保全方針を撤回することが条件であるとヤバネスポーツに通告した。ヤバネスポーツは、主要取引先に対して従来通りの取引条件を要請した他、金融機関に対して8月の短期融資実行を依頼したが、両者は方針を変えることはなかった。
2018年7月12日に実行予定であった手形決済の見込みが立たなかったことから、ヤバネスポーツは同日に東京地方裁判所へ民事再生法の適用を申請した。負債総額は15億1525万円。
ヤバネスポーツが手掛けていた事業は、2018年11月1日付で千葉県船橋市に本社があるツインズへ譲渡された。ヤバネスポーツは民事再生手続を継続していたが、2019年12月25日に法人格が消滅した。
その後2022年3月より、東京都渋谷区神南にある新興スポーツ用品メーカー・「アマダナスポーツエンタテインメント」が「YABANE」を「BEN GENERAL」ともどもリバタライズ（再活性）化し、野球用品事業に参入、実質的に復活した

## 沿革
- 1924年 - アサヒヤ運動具店として創業。
- 1947年10月6日 - 株式会社アサヒヤとして法人へ改組。
- 1964年 - ヤバネスポーツ株式会社へ商号変更。
- 1972年 - 東京都墨田区に新社屋が完成[4]。
- 2006年 - 本社を東京都墨田区から東京都江東区へ移転。
- 2012年 - 本社を東京都江東区から東京都台東区へ移転。
- 2018年
  - 7月12日 - 東京地方裁判所へ民事再生法の適用を申請。
  - 11月1日 - 全事業をツインズへ譲渡して事業を停止。
- 2019年
  - 3月6日 - 本社を東京都台東区から東京都千代田区へ移転。
  - 12月25日 - 法人格消滅。
- 2022年
  - 3月 - アマダナスポーツエンタテインメント株式会社により、野球用品ブランド「YABANE」をリバタライズ化